# Chichigalpa
Chichigalpa – miasto w Nikaragui; 34 tys. mieszkańców (2006). Przemysł spożywczy.